# Dmitri Wiktorowitsch Islamow

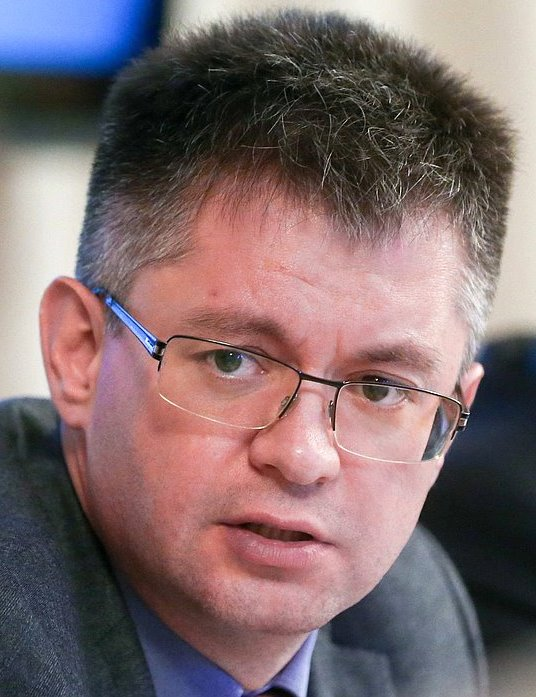
Dmitri Wiktorowitsch Islamow

Dmitri Wiktorowitsch Islamow (russisch Дмитрий Викторович Исламов; * 5. Dezember 1977 in Kemerowo, RSFSR, UdSSR) ist ein russischer Politiker und Abgeordneter der Duma von der Regierungspartei „Einiges Russland“.

## Leben
Islamow absolvierte 2000 den Fachbereich „Wirtschaft und Management im Maschinenbau“ an der Staatlichen Technischen Universität Kusbass. Dort war er von 2003 bis 2006 als Oberlektor und Dozent tätig. Anschließend wechselte er zur Verwaltung der Oblast Kemerowo.
Im Oktober 2008 wurde Islamow zum stellvertretenden Gouverneur für Wirtschaft und regionale Entwicklung der Oblast Kemerowo ernannt.
2016 zog er als Abgeordneter in die russische Staatsduma ein.
Im Zusammenhang mit dem Russischen Angriffskrieg gegen die Ukraine befindet sich Islamow auf der Sanktionsliste der westlichen Staaten. Am 22. März 2023 verurteilte ein ukrainisches Gericht Islamow in Abwesenheit zu 15 Jahren Freiheitsstrafe.